# Shinjuku Nomura Building
El Shinjuku Nomura Building (新宿 野村 ビ ル デ ィ ン グ?) es un rascacielos ubicado en el distrito de negocios Nishi-Shinjuku en Shinjuku, Tokio, Japón. La construcción del rascacielos de 209 metros y 50 pisos se terminó el 1 de junio de 1978. El rascacielos tiene una plataforma de observación libre en el piso superior.

## Inquilinos
La Corporación Keihin, un fabricante de componentes de automoción tiene su sede mundial en el edificio.